# Hydrocyphon pallidicollis
Hydrocyphon pallidicollis là một loài bọ cánh cứng trong họ Scirtidae. Loài này được Raffray miêu tả khoa học năm 1873.